# Puits-la-Vallée
Puits-la-Vallée est une commune française située dans le département de l'Oise en région Hauts-de-France.

## Géographie

### Localisation

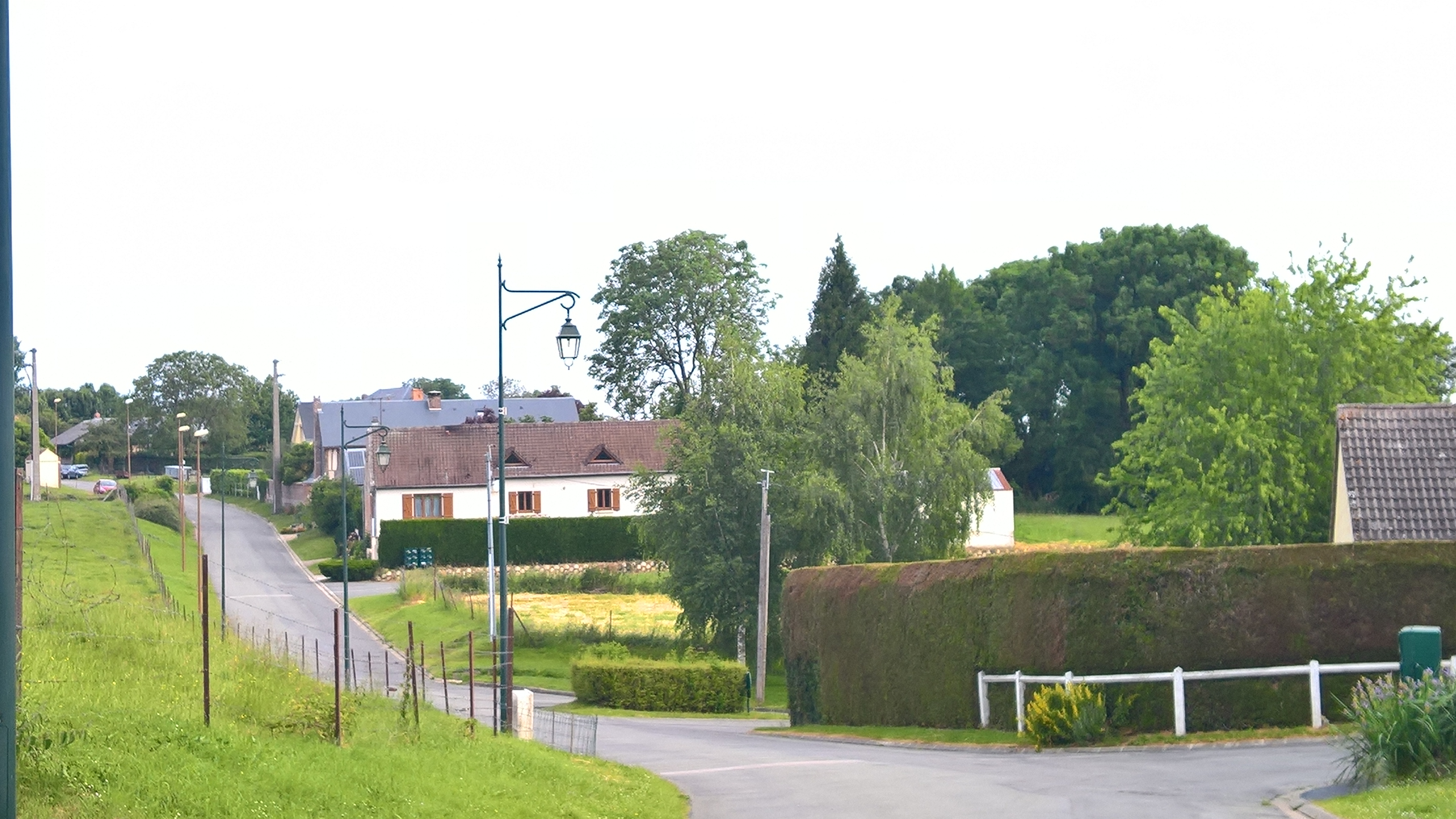
Paysage du village.

Puits-la-Vallée est un village rural du plateau picard. Son territoire comprend un plateau coupé de profondes vallées orientées sud-est. Le village est situé dans un creux de vallée.
Puits-la-Vallée se situe à 3 km de Froissy,11 km de Breteuil , à 20 km de Beauvais  et son aéroport de Beauvais-Tillé, à 42 km d'Amiens , à 108 km de Paris.
Le territoire communal est limité à l'est par l'autoroute A16 (France), dont la sortie la plus proche est à Hardivillers. Il est desservi dans le sens nord-sud par la chaussée Brunehaut (RD 625) et est légèrement à l'écart de la RD 151 (Crèvecœur-le-Grand - Froissy).

### Communes limitrophes
| Oursel-Maison            |                 | Maisoncelle-Tuilerie |
| Francastel               | Puits-la-Vallée |                      |
| Lachaussée-du-Bois-d'Écu |                 | Froissy              |

### Hydrographie
La commune est traversée par la ligne de partage des eaux entre les bassins hydrographiques Artois-Picardie et Seine-Normandie. Elle n'est drainée par aucun cours d'eau.

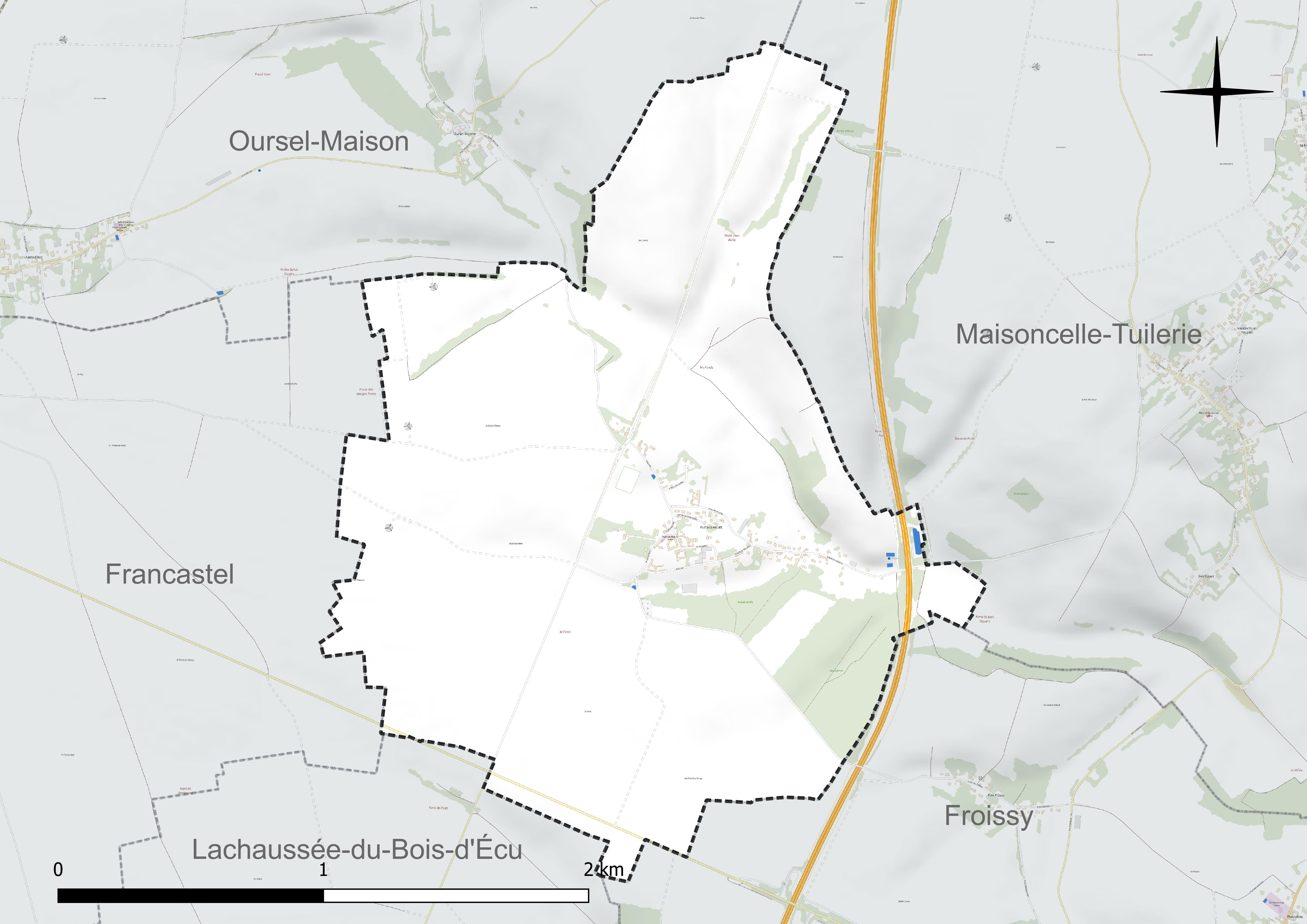
Réseau hydrographique de Puits-la-Vallée.

### Climat
Pour des articles plus généraux, voir Climat des Hauts-de-France et Climat de l'Oise.
En 2010, le climat de la commune est de type climat océanique dégradé des plaines du Centre et du Nord, selon une étude du CNRS s'appuyant sur une série de données couvrant la période 1971-2000. En 2020, Météo-France publie une typologie des climats de la France métropolitaine dans laquelle la commune est exposée à un climat océanique et est dans la région climatique  Nord-est du bassin Parisien, caractérisée par un ensoleillement médiocre, une pluviométrie moyenne régulièrement répartie au cours de l'année et un hiver froid (3 °C). 
Pour la période 1971-2000, la température annuelle moyenne est de 10,1 °C, avec une amplitude thermique annuelle de 14 °C. Le cumul annuel moyen de précipitations est de 721 mm, avec 11,5 jours de précipitations en janvier et 8,1 jours en juillet. Pour la période 1991-2020, la température moyenne annuelle observée sur la station météorologique la plus proche, située sur la commune de Rouvroy-les-Merles à 14 km à vol d'oiseau, est de 10,7 °C et le cumul annuel moyen de précipitations est de 647,9 mm,. Pour l'avenir, les paramètres climatiques de la commune estimés pour 2050 selon différents scénarios d'émission de gaz à effet de serre sont consultables sur un site dédié publié par Météo-France en novembre 2022.

## Urbanisme

### Typologie
Au 1er janvier 2024, Puits-la-Vallée est catégorisée commune rurale à habitat dispersé, selon la nouvelle grille communale de densité à sept niveaux définie par l'Insee en 2022.
Elle est située hors unité urbaine. Par ailleurs la commune fait partie de l'aire d'attraction de Beauvais, dont elle est une commune de la couronne,. Cette aire, qui regroupe 162 communes, est catégorisée dans les aires de 50 000 à moins de 200 000 habitants,.

### Occupation des sols
L'occupation des sols de la commune, telle qu'elle ressort de la base de données européenne d'occupation biophysique des sols Corine Land Cover (CLC), est marquée par l'importance des territoires agricoles (84,2 % en 2018), une proportion sensiblement équivalente à celle de 1990 (84,5 %). La répartition détaillée en 2018 est la suivante : 
terres arables (84,2 %), zones urbanisées (10,8 %), forêts (5 %). L'évolution de l'occupation des sols de la commune et de ses infrastructures peut être observée sur les différentes représentations cartographiques du territoire : la carte de Cassini (XVIIIe siècle), la carte d'état-major (1820-1866) et les cartes ou photos aériennes de l'IGN pour la période actuelle (1950 à aujourd'hui).

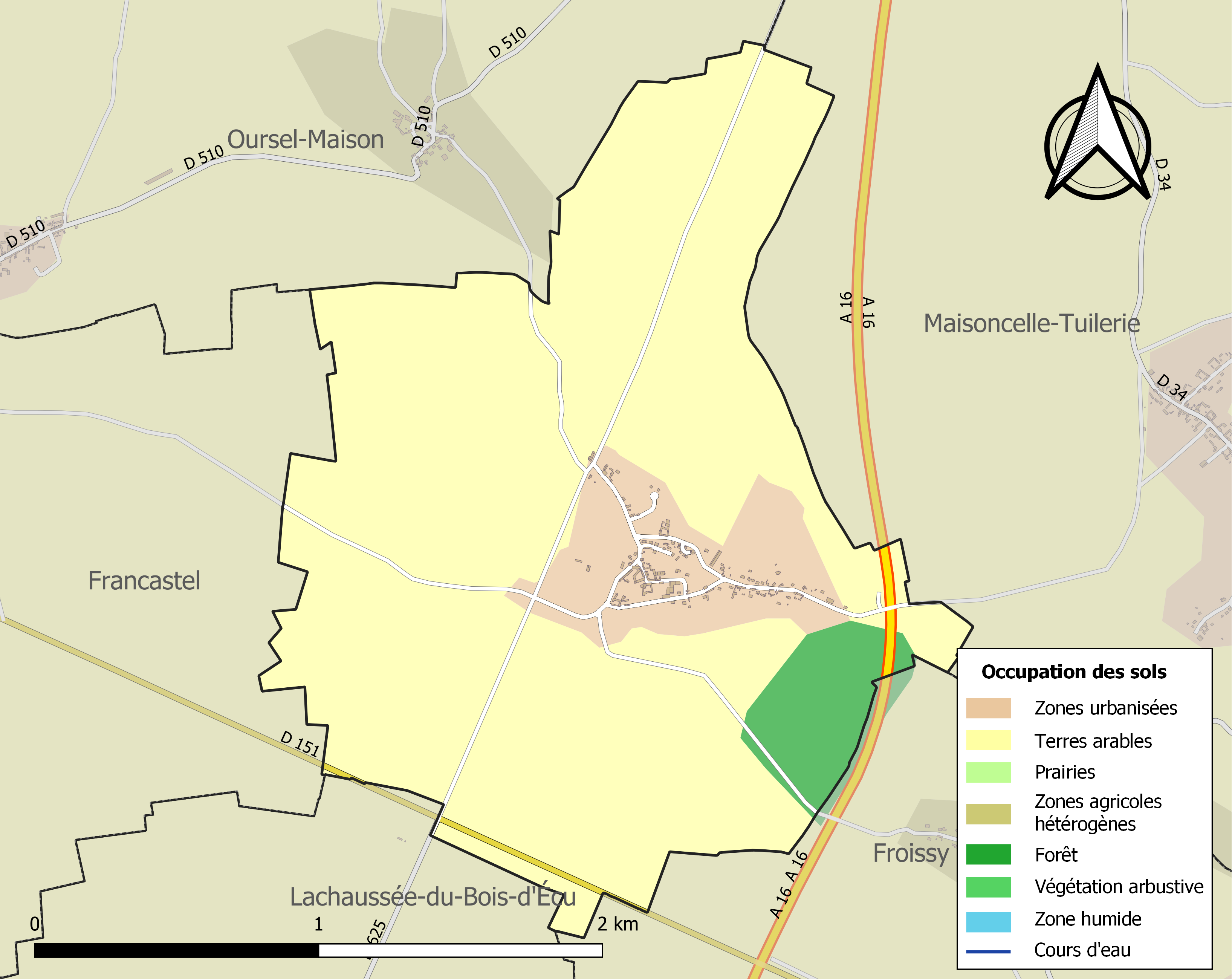
Carte des infrastructures et de l'occupation des sols de la commune en 2018 (CLC).

### Voies de communication et transports
La commune est desservie, en 2023, par les lignes 6103, 6114 et 6140 du réseau interurbain de l'Oise.

## Toponymie
Le nom de la localité est attesté sous les formes Puteus villaris (1164) ; Putei (1165) ; Reinerus de Puteis (1190) ; Puiz (1201) ; Puis (1201) ; « inter puteum logiarum et viam que ducet de Hardivillare ad Creveceur » (1218) ; puteus de logis in valle Belvacensi (1236) ; Puteoe (1238) ; Puteos (1246) ; de puteis apud francum castellum (1262) ; inter villam de Puis (1270) ; Puits (1270) ; les batis de Puis (vers 1270) ; Petrus de pucheis (1275) ; Pierres de puis (1278) ; de Puteo (1292) ; la ville de puys (1454) ; Puis et le valee (1469) ; Puit (1470) ; Puids (1470) ; Puy la Vallée (1510) ; Puys (1540) ; Puitz (vers 1550) ; Puis des maisons (1580) ; Puy la vallee (1666) ; le Puy (1667) ; « marquis de Rouvroy seigneur de Puis la vallee » (1743) ; Puids la vallée (vers 1775) ; Puits-la-Vallée (1840).

De l'oïl puits et du nom de lieu Villiers, remplacé par « Vallée ». Le village se situant dans un creux de vallée.

## Histoire

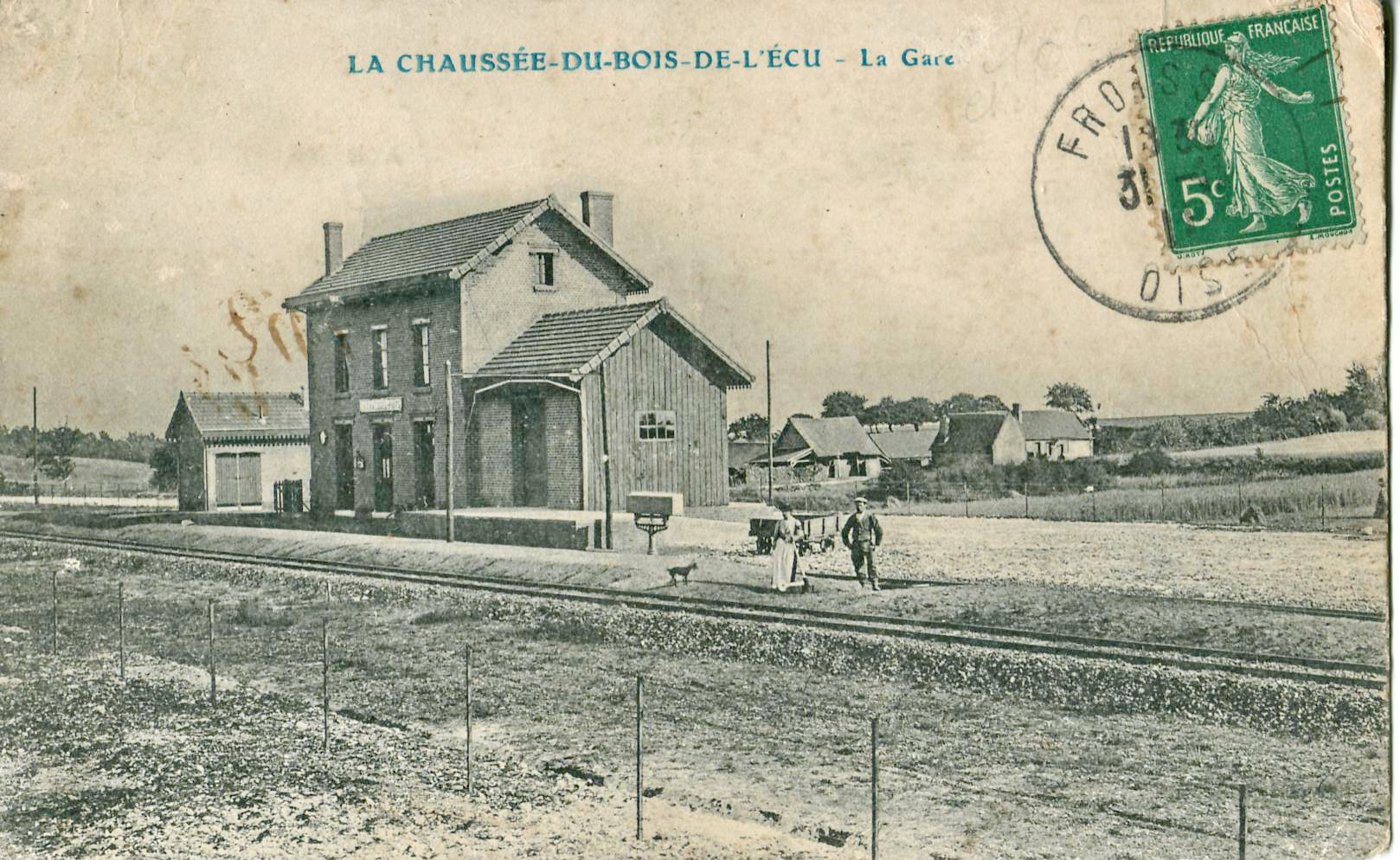
La gare de Lachaussée-du-Bois-d'Écu - Puits-la-Vallée

Le village est situé sur la chaussée Brunehaut, ancienne voie romaine reliant Beauvais à Amiens.
Au début du XIIIe siècle, le village dépendait du prieuré de Wariville, tout comme  Courlieu et Paillart.
Louis Graves indique que « L'abbaye de Breteuil avait des domaines étendus dans cette commune comme dans la plupart des autres lieux du canton ; elle y avait même des esclaves au treizième siècle. On apprend par une charte du mois de novembre 1238 que Hugues de Fransures, pour le remède de son âme et le soulagement de ses ancêtres, donna en aumône et en toute propriété à ce monastère, un certain Wallérius, de Puits, avec ses héritiers et toutes leurs appartenances, tant en maisons que terres, bestiaux et autres possessions ».
En 1469, la paroisse relevait de la prévôté de Montdidier.
En 1757, Étienne Lecouteulx, devenu propriétaire de la terre de Puits-la-Vallée, y introduit la culture de la pomme de terre.
La commune s'est formée de la réunion de deux anciens hameaux, Puits sur le plateau, La Vallée au fond du ravin principal.
Au milieu du XIXe siècle, on notait au village une production de bas et de filature de laine, ainsi que deux moulins à vent et une carrière,.
Le village était desservi de 1911 à 1953 par une station située entre Lachaussée-du-Bois-d'Écu et Puits-la-Vallée, sur la ligne Estrées-Saint-Denis - Froissy - Crèvecœur-le-Grand, une ligne de chemin de fer secondaire à voie étroite du réseau des chemins de fer départementaux de l'Oise.
Circonscriptions d'Ancien Régime
Le village dépendant, dans l'ordre religieux, du diocèse de Beauvais, archidiaconé de Bray, doyenné de Montagne.
Pour les administrations civiles et militaitaires, Puits-la-Forêt dépendait de l'élection de Montdidier, généralité d'Amiens

## Politique et administration

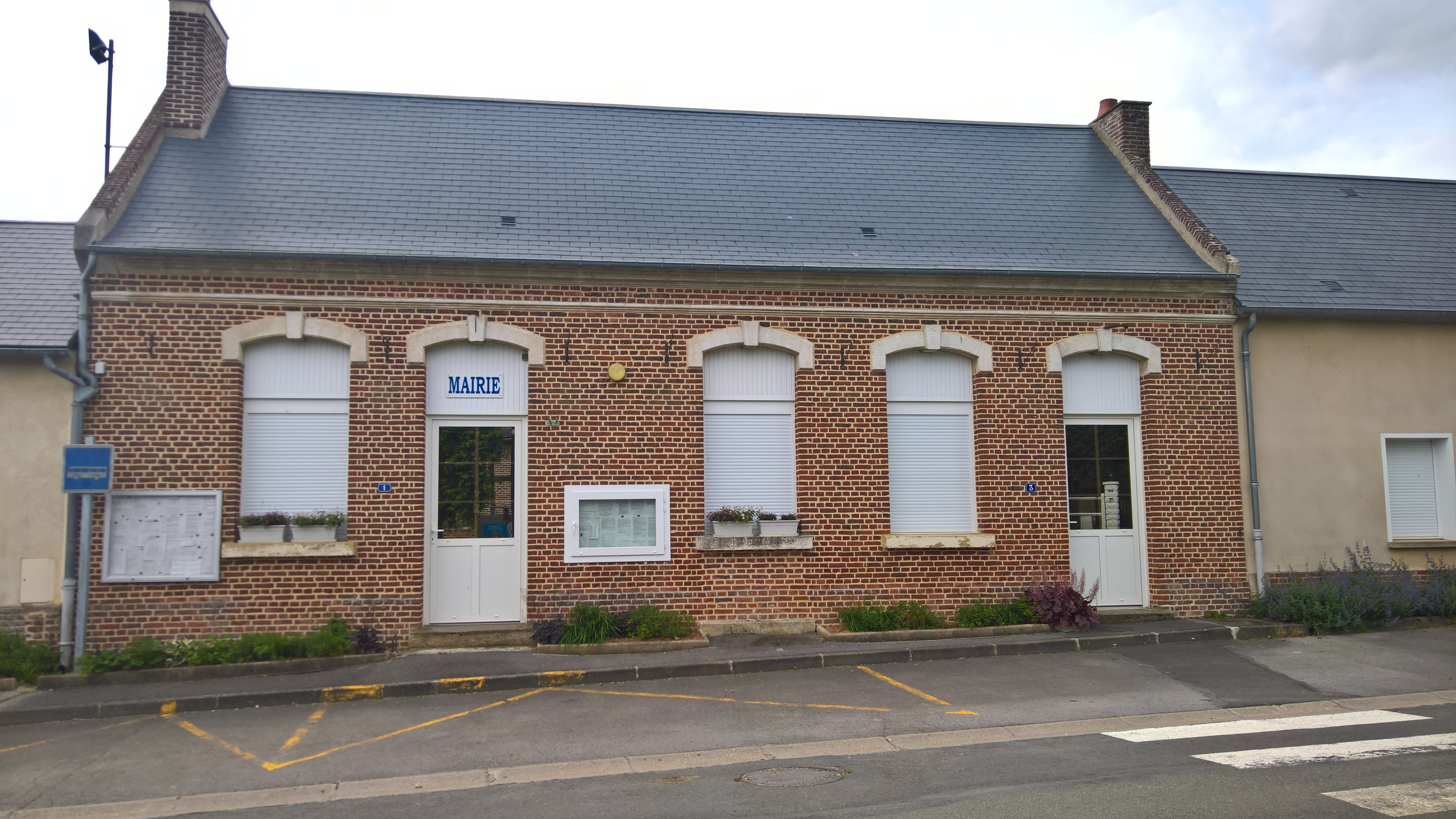
La mairie.

### Rattachements administratifs et électoraux
La commune se trouve dans l'arrondissement de Clermont du département de l'Oise. Pour l'élection des députés, elle fait partie de la première circonscription de l'Oise.
Elle faisait partie depuis 1793 du canton de Froissy. Dans le cadre du redécoupage cantonal de 2014 en France, la commune fait désormais partie du canton de Saint-Just-en-Chaussée.

### Intercommunalité
La commune faisait partie de la communauté de communes des Vallées de la Brèche et de la Noye créée fin 1992.
Dans le cadre des dispositions de la loi portant nouvelle organisation territoriale de la République (Loi NOTRe) du 7 août 2015, qui prévoit que les établissements publics de coopération intercommunale (EPCI) à fiscalité propre doivent avoir un minimum de 15 000 habitants, le préfet de l'Oise a publié en octobre 2015 un projet de nouveau schéma départemental de coopération intercommunale, qui prévoit la fusion de plusieurs intercommunalités, et notamment celle de Crèvecœur-le-Grand (CCC) et celle des Vallées de la Brèche et de la Noye (CCVBN), soit une intercommunalité de 61 communes pour une population totale de 27 196 habitants.
Après avis favorable de la majorité des conseils communautaires et municipaux concernés, cette intercommunalité dénommée communauté de communes de l'Oise picarde et dont la commune est désormais membre, est créée au 1er janvier 2017.

### Liste des maires
| Période                                  | Période                    | Identité                    | Étiquette | Qualité                                              |
| ---------------------------------------- | -------------------------- | --------------------------- | --------- | ---------------------------------------------------- |
| Les données manquantes sont à compléter. |                            |                             |           |                                                      |
| 1802                                     | 1803                       | Nicolas Roisin              |           |                                                      |
| 1807                                     | 1808                       | M. Roisin                   |           |                                                      |
| 1812                                     | 1813                       | Pierre Antoine Roisin       |           |                                                      |
| 1820                                     |                            | Pierre Étienne Lecouteulx   |           |                                                      |
| 1846                                     |                            | Paul Étienne Lecouteulx     |           |                                                      |
| 1849                                     |                            | Jacques François Lecouteulx |           |                                                      |
| avant 1866                               |                            | Jean-Baptise Judenne        |           | Propriétaire                                         |
| avant 1930                               |                            | Arthur Dedreux              |           |                                                      |
| Les données manquantes sont à compléter. |                            |                             |           |                                                      |
| 2001                                     | 2005                       | M. Dominique Douay          |           | Agriculteur Démissionnaire                           |
| juin 2005,                               | En cours (au 17 juin 2020) | M. Dominique Gaudefroy      | DVD       | Agriculteur retraité Réélu pour le mandat 2020-2026, |

### Politique de développement durable
La commune s'est dotée en 2018 d'un réseau d'assainissement collectif et d'une station d'épuration, qui permet de supprimer les dispositifs d'assainissement individuels antérieurs et de protéger la qualité des eaux de la Noye et du captage d'eau potable de Maisoncelle-Tuilerie.
Cette installation a coûté  1,3 million d'euros, et a bénéficié d'aides du département, de l'Agence de l'eau Artois-Picardie et de la réserve parlementaire de Caroline Cayeux.

## Population et société

### Démographie

#### Évolution démographique
L'évolution du nombre d'habitants est connue à travers les recensements de la population effectués dans la commune depuis 1793. Pour les communes de moins de 10 000 habitants, une enquête de recensement portant sur toute la population est réalisée tous les cinq ans, les populations de référence des années intermédiaires étant quant à elles estimées par interpolation ou extrapolation. Pour la commune, le premier recensement exhaustif entrant dans le cadre du nouveau dispositif a été réalisé en 2004.

En 2022, la commune comptait 205 habitants, en évolution de +1,99 % par rapport à 2016 (Oise : +0,87 %, France hors Mayotte : +2,11 %).
| 1793 | 1800 | 1806 | 1821 | 1831 | 1836 | 1841 | 1846 | 1851 |
| ---- | ---- | ---- | ---- | ---- | ---- | ---- | ---- | ---- |
| 341  | 358  | 359  | 304  | 267  | 278  | 251  | 270  | 270  |

| 1856 | 1861 | 1866 | 1872 | 1876 | 1881 | 1886 | 1891 | 1896 |
| ---- | ---- | ---- | ---- | ---- | ---- | ---- | ---- | ---- |
| 275  | 265  | 240  | 235  | 219  | 217  | 204  | 201  | 176  |

| 1901 | 1906 | 1911 | 1921 | 1926 | 1931 | 1936 | 1946 | 1954 |
| ---- | ---- | ---- | ---- | ---- | ---- | ---- | ---- | ---- |
| 169  | 151  | 151  | 129  | 106  | 110  | 115  | 114  | 158  |

| 1962 | 1968 | 1975 | 1982 | 1990 | 1999 | 2004 | 2006 | 2009 |
| ---- | ---- | ---- | ---- | ---- | ---- | ---- | ---- | ---- |
| 143  | 131  | 132  | 125  | 150  | 195  | 199  | 200  | 206  |

| 2014 | 2019 | 2022 | - | - | - | - | - | - |
| ---- | ---- | ---- | - | - | - | - | - | - |
| 206  | 207  | 205  | - | - | - | - | - | - |

#### Pyramide des âges
La population de la commune est relativement jeune.
En 2018, le taux de personnes d'un âge inférieur à 30 ans s'élève à 41,6 %, soit au-dessus de la moyenne départementale (37,3 %). À l'inverse, le taux de personnes d'âge supérieur à 60 ans est de 16,9 % la même année, alors qu'il est de 22,8 % au niveau départemental.
En 2018, la commune comptait 104 hommes pour 101 femmes, soit un taux de 50,73 % d'hommes, légèrement supérieur au taux départemental (48,89 %).
Les pyramides des âges de la commune et du département s'établissent comme suit.
| Hommes | Classe d’âge | Femmes |
| ------ | ------------ | ------ |
| 0,0    | 90 ou +      | 0,0    |
| 2,9    | 75-89 ans    | 2,0    |
| 12,4   | 60-74 ans    | 16,7   |
| 28,6   | 45-59 ans    | 20,6   |
| 14,3   | 30-44 ans    | 19,6   |
| 21,0   | 15-29 ans    | 19,6   |
| 21,0   | 0-14 ans     | 21,6   |

| Hommes | Classe d’âge | Femmes |
| ------ | ------------ | ------ |
| 0,5    | 90 ou +      | 1,4    |
| 5,5    | 75-89 ans    | 7,6    |
| 15,6   | 60-74 ans    | 16,3   |
| 20,8   | 45-59 ans    | 20     |
| 19,4   | 30-44 ans    | 19,4   |
| 17,6   | 15-29 ans    | 16,2   |
| 20,6   | 0-14 ans     | 19,1   |

### Loisirs
Un terrain de football communal a été créé en 2002. Pour améliorer cet endroit, la commune a installé un tourniquet, un terrain de basket, une table de pique-nique et de petits jeux pour les plus jeunes.

## Culture locale et patrimoine

### Lieux et monuments
- Église Saint-Prix[39] : portes de la sacristie peintes avec les portraits d'évêques et d'abbés. L'ensemble des fonts baptismaux en pierre datent du XIIe siècle, avec un décor d'étoiles et, aux angles, de masques humains surmontant des colonnettes, et des statues d'une Vierge à l'Enfant (XIVe siècle) et de saint Jean-Baptiste en bois (XVIe siècle) sont classés monuments historiques[40].
- Vestiges d'un château-fort, face à l'église[41],[13].

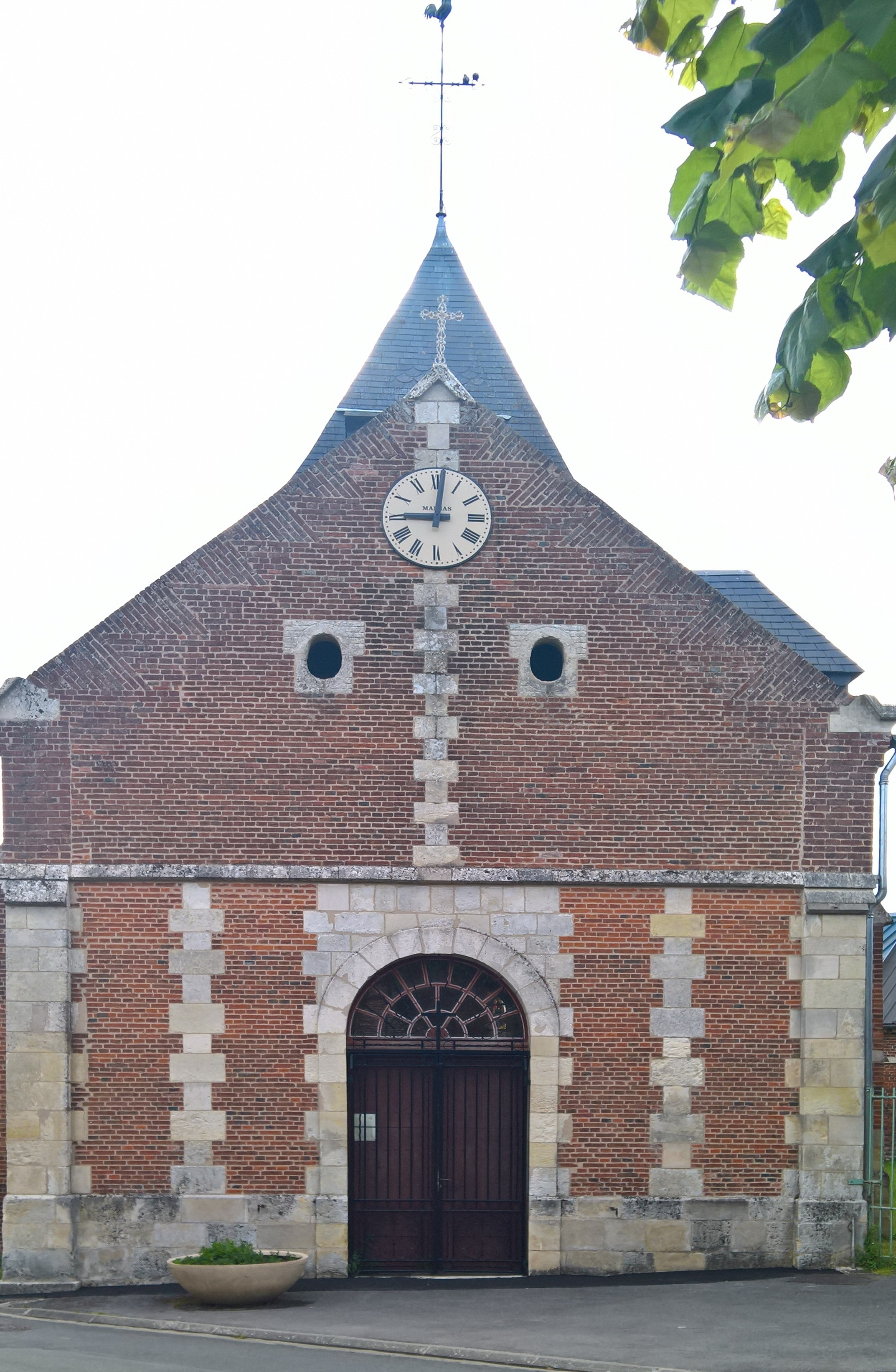
Façade de l'église
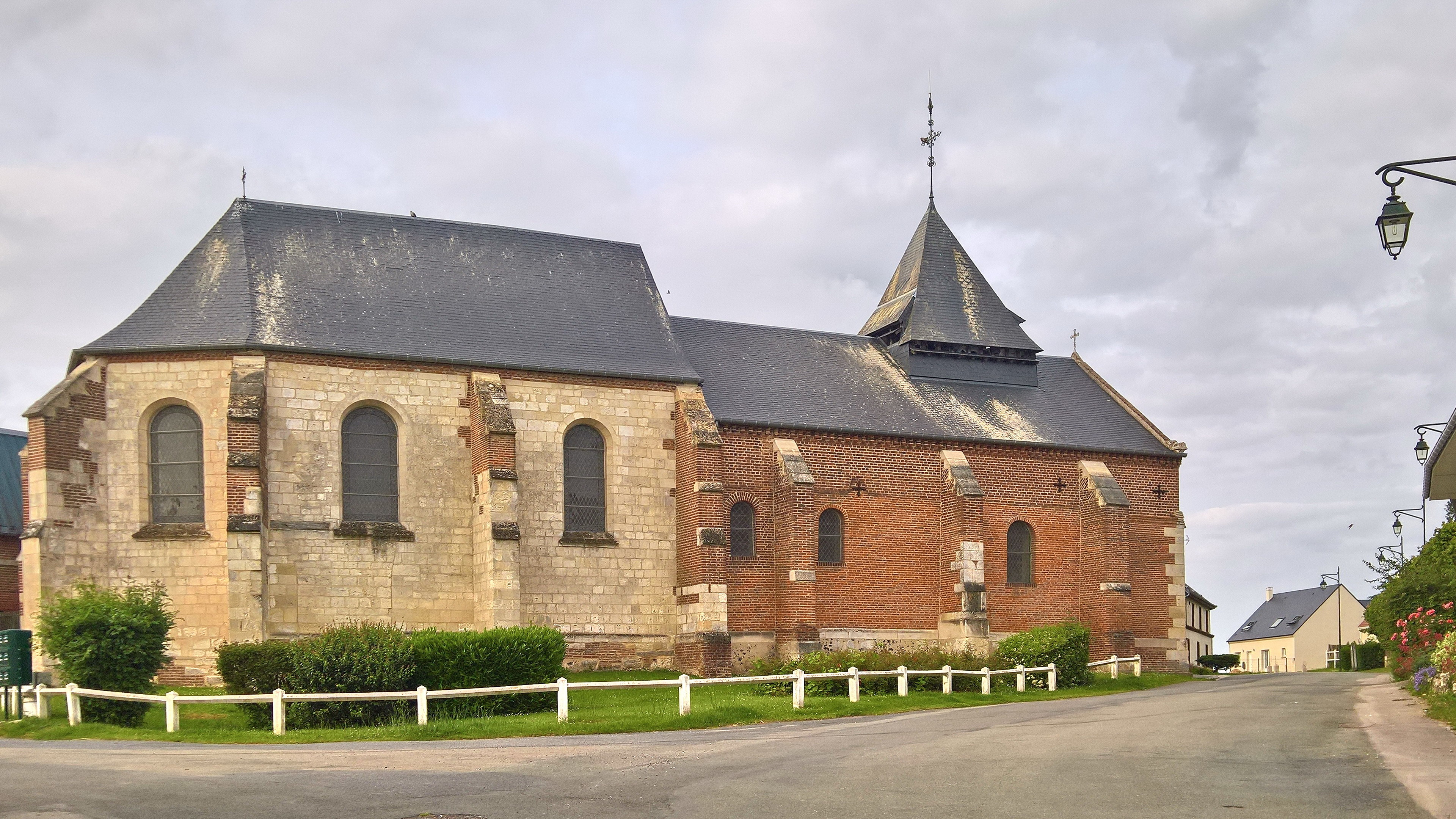
L'église
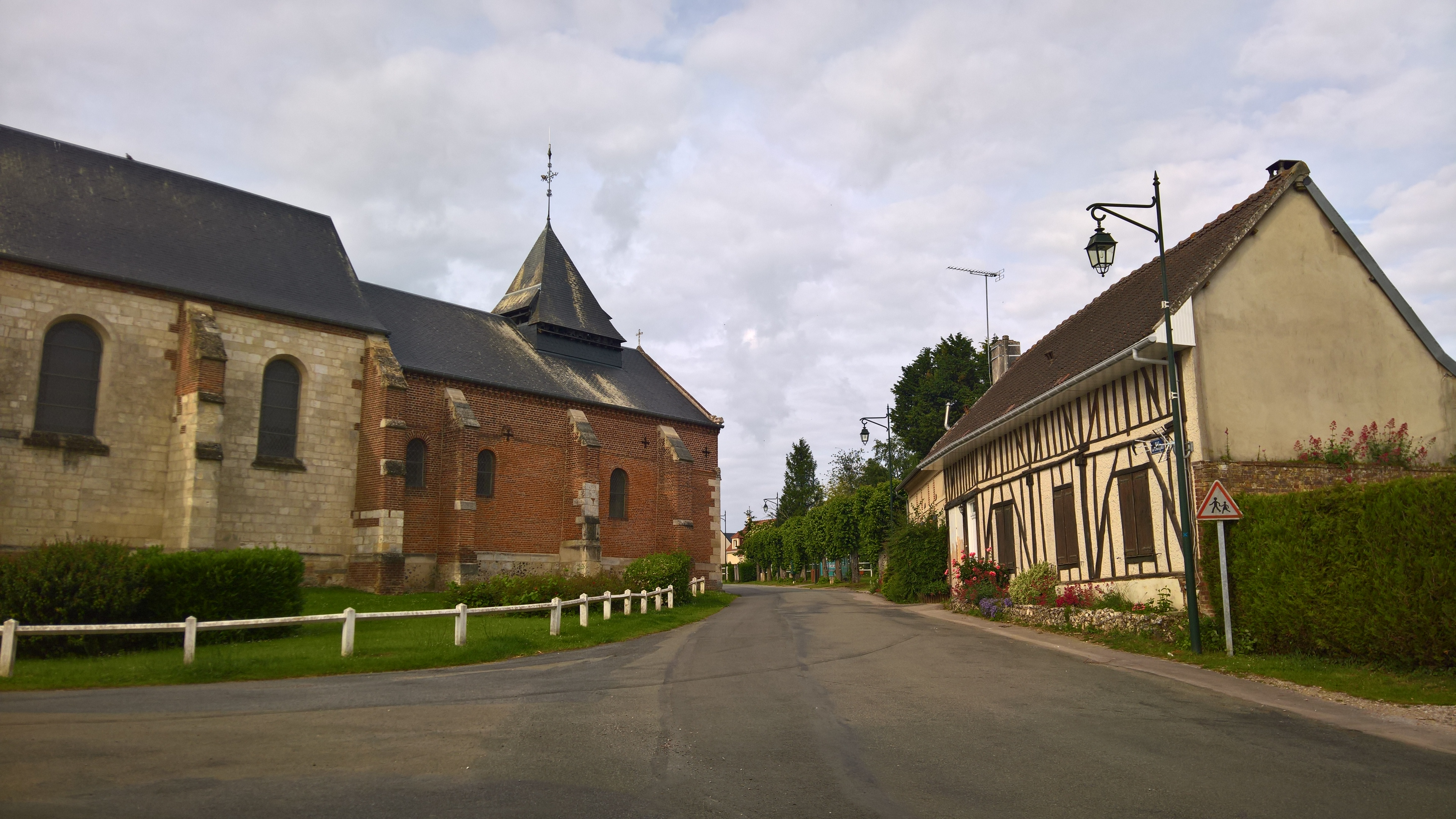
La rue du château et l'église